# Calgary Tower
Calgary Tower est une tour de 191 mètres située dans le centre de Calgary, en Alberta au Canada, et considérée comme un des emblèmes de cette ville.

Elle a été construite en 1967 par les compagnies Marathon Realty Company Limited et Husky Energy pour fêter le 100e anniversaire de la Confédération canadienne. Le projet faisait partie du plan de renouvellement urbain de la ville. La structure fut ouverte au public le 30 juin 1968. C'est aujourd'hui une attraction touristique : les touristes peuvent monter à l'observatoire pour voir un vue à 360°, et manger au restaurant Sky 360.